# Volevo essere un duro
A Volevo essere un duro (magyarul: Kemény srác szerettem volna lenni) az olasz Lucio Corsi dala, mellyel Olaszországot képviselte a 2025-ös Eurovíziós Dalfesztiválon Bázelben. A dal 2025. február 15-én, a Sanremói Dalfesztiválon a második helyezést érte el, azonban mivel a végső győztes, Olly nem élt a lehetőséggel, így ő érdemelte ki a dalversenyen való indulás jogát.

## Háttér
A dalt maga Corsi írta Tommaso Ottomanóval, aki Antonio Cupertino mellett társszerzőként és társproducerként is közreműködött. A szám a személyes és társadalmi elvárások, valamint az önkép és a gyermekkorban átélt bántalmazás közötti feszültséget dolgozza fel.
A 2025-ös Sanremói Dalfesztivál alkalmával adott interjúban Corsi így fogalmazta meg dala jelentését:
„Arról szól, hogy ez a világ azt szeretné, ha tévedhetetlenek lennénk, szilárdak, akár a kövek, és tökéletesek, mint a virágok, anélkül hogy elmondanák nekünk, a virágok csupán egy hajszálon függnek. És arról is, hogy sokszor mennyire könnyű nem azzá válni, amiről álmodtunk. Nagyon kevesen mondhatják el magukról, hogy azok lettek, akikké gyerekként válni szerettek volna, vagy akikké a világ formálni akarta őket. Aztán néha talán nem is az az igazi út. Előfordul, hogy olyan dolgokról álmodunk, amelyek végül nem is jobbak annál, mint amilyenek valójában vagyunk. Ha a dalom egy kép lenne, akkor vagy egy olyan fa lenne, amelyre gyerekként felmászunk, vagy esetleg egy csúzli.”

## A kritikusok értékelései
A Volevo essere un duro kedvező kritikákat kapott az olasz zenei szakíróktól.
Andrea Laffranchi, a Corriere della Sera újságírója szerint a dalban „Ivan Graziani finomsága és a glam rock lendülete egyaránt megtalálható”, míg a dalszöveg narratíváját egy tündérmeséhez hasonlította. Gianni Sibilla (Rockol) úgy vélekedett, hogy a dal „lényegében egy újabb ballada, de a vonósok és gitárok által megidézett ’70-es évekbeli hangzásvilága szinte Elton John stílusát idézi”, míg a dalszöveg „a macsóság sztereotípiáival játszik”.
Alvise Salerno (All Music Italia) megjegyezte, hogy bár a dal nem teljes mértékben tükrözi Corsi dalszerzői munkásságát, a „melodikus egyszerűségnek, valamint a vokális és szövegi közvetlenségnek” köszönhetően szélesebb közönséghez is elérhet. Filippo Ferrari (Rolling Stone Italia) szerint a szám az énekes-dalszerző pályafutásának egyik legjobb produkciója, és úgy véli, hogy a dalszöveg „tele van olyan képekkel, amelyek elgondolkodtatják az embert az életről és arról, micsoda káosz felnőtté válni”.

## Videóklip
A Volevo essere un duro hivatalos videóklipjét, amelyet Tommaso Ottomano rendezett, 2025. február 12-én mutatták be Corsi YouTube-csatornáján. A klipben Massimo Ceccherini, Leonardo Pieraccioni, Laura Locatelli, Alvise Cimarosti és Mariia Zhizhkun szerepelnek.
A videó számos utalást tartalmaz más művekre, többek között Michael Jackson Black or White és az Aerosmith Run–D.M.C.-vel közös Walk This Way című dalainak videóklipjére, valamint olyan filmekre, mint Az ördögűző, a Vissza a jövőbe és Tenacious D, avagy a kerek rockerek. Az utóbbi filmhez kapcsolódva a nyitójelenet a Tenacious D együttes Kickapoo című dalához készült jelenetet idézi meg.

## Eurovíziós Dalfesztivál
2024 decemberében a Rai bejelentette, hogy az énekes is résztvevője lesz a Sanremói Dalfesztiválnak. A dal 2025. február 15-én az olasz zenei verseny második helyén végzett, ahol a szakmai zsűri, az újságírók valamint a nézői szavazatok együttese alakította ki a végeredményt, valamint elnyerte a Kritikusok különdíját. Miután a dalfesztivál győztese, Olly nem vállalta az eurovíziós indulást, 2025. február 22-én a Rai bejelentette, hogy Corsit kérték fel a feladatra, aki elvállalta az inudlást, így ezzel a dallal képviseli Olaszországot az Eurovíziós Dalfesztiválon.
Mivel Olaszország tagja az automatikusan döntős „Öt Nagy” országának, ezért a dal az Eurovíziós Dalfesztiválon először a május 17-én rendezendő döntőben versenyzett, de előtte az első elődöntőben is előadták, a Belgiumot képviselő Red Sebastian Strobe Lights című dala után és az Azerbajdzsánt képviselő Mamagama Run with U című dala előtt. A döntőben fellépési sorrendben tizennegyedikként lépett fel, a Finnországot képviselő Erika Vikman Ich komme című dala után és a Lengyelországot képviselő Justyna Steczkowska Gaja című dala előtt. A zsűri szavazáson a negyedik helyen végzett 159 ponttal (Grúziától, Horvátországtól, Portugáliától, San Marinotól, Szlovéniától és Svájctól maximális pontot kapott), míg a nézői szavazáson tizedik helyen végzett 97 ponttal (Szlovéniától maximális pontot kapott), így összesítésben 256 ponttal a verseny ötödik helyezettje lett.

## Galéria

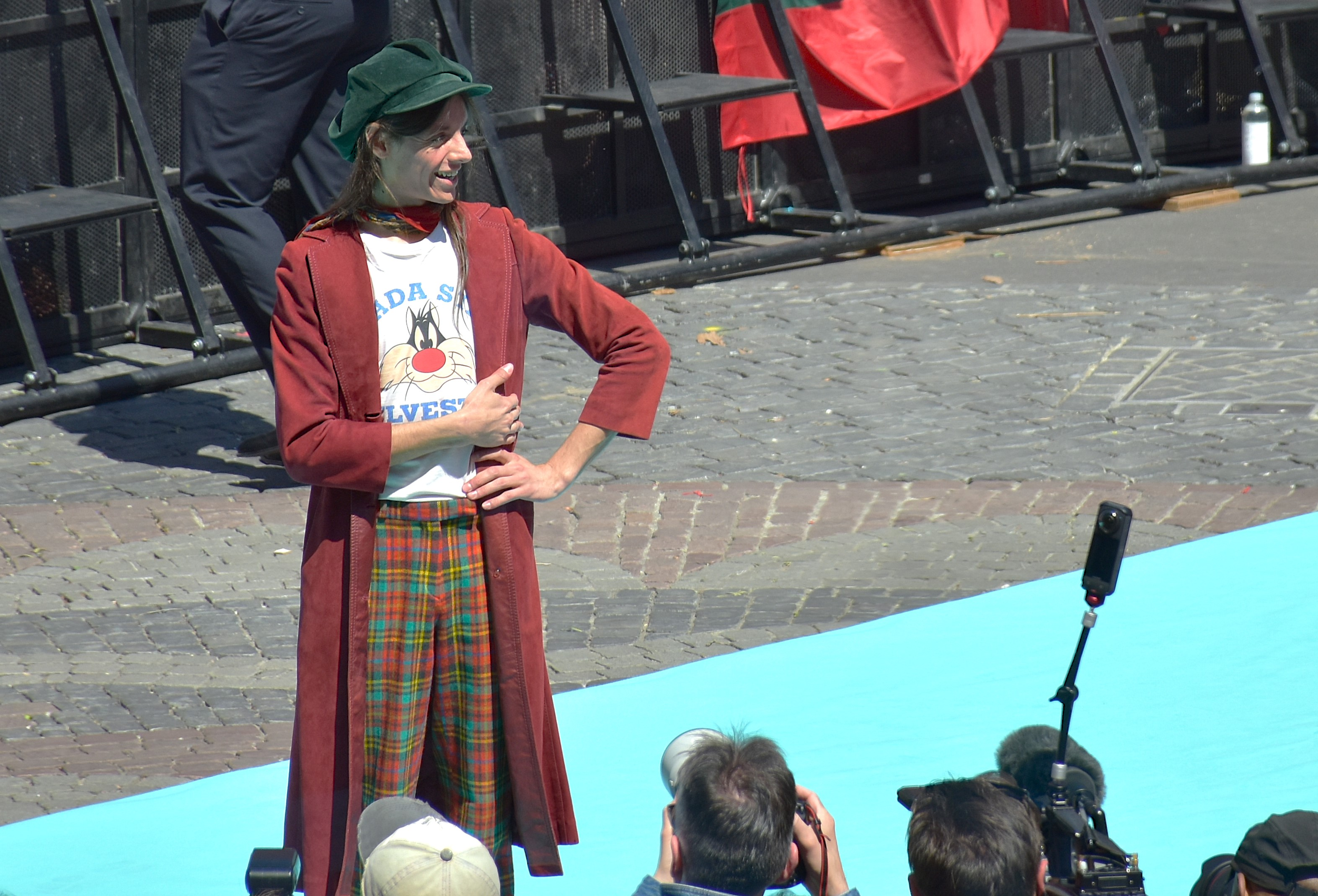
A megnyitóünnepségen
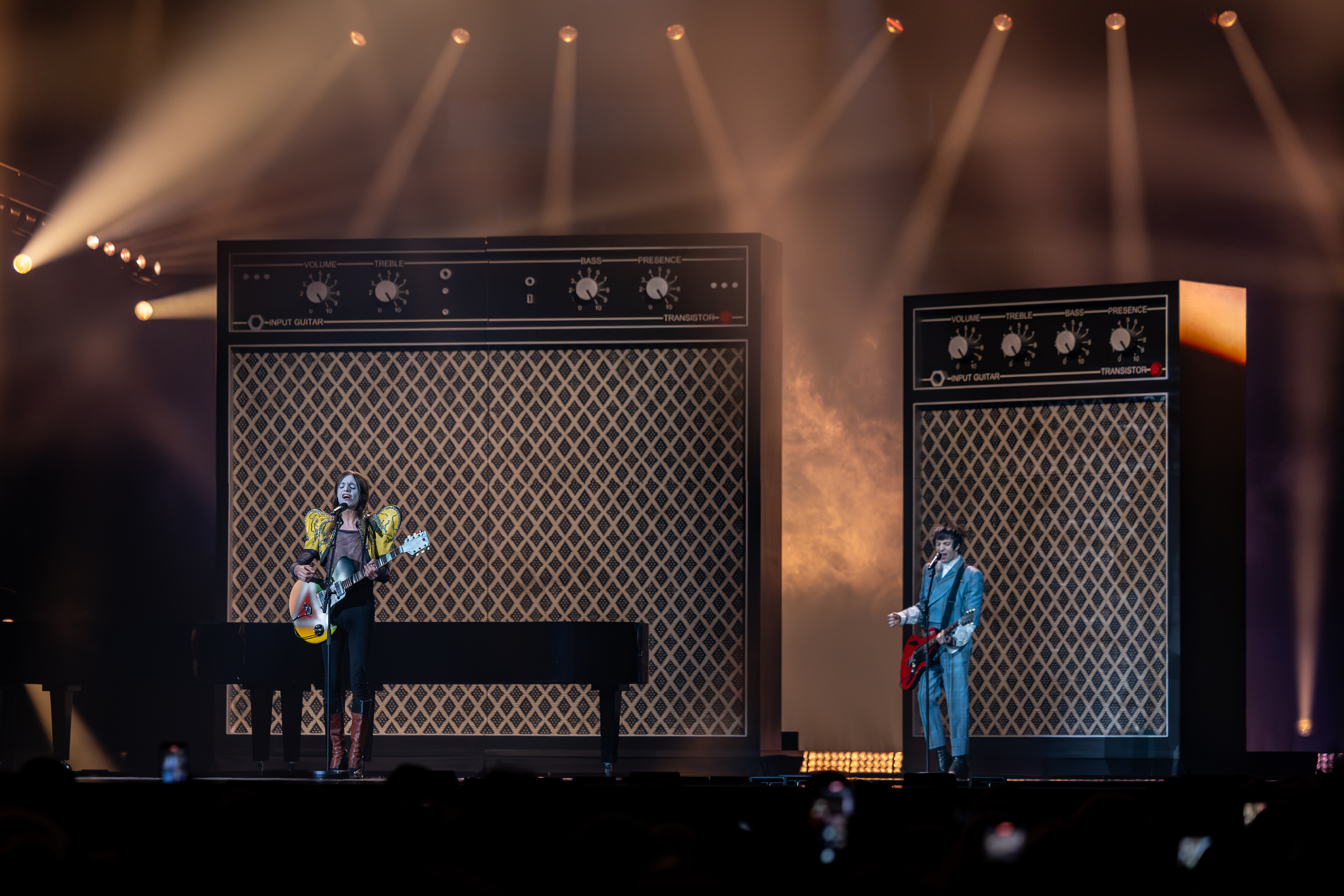
Az elődöntőben
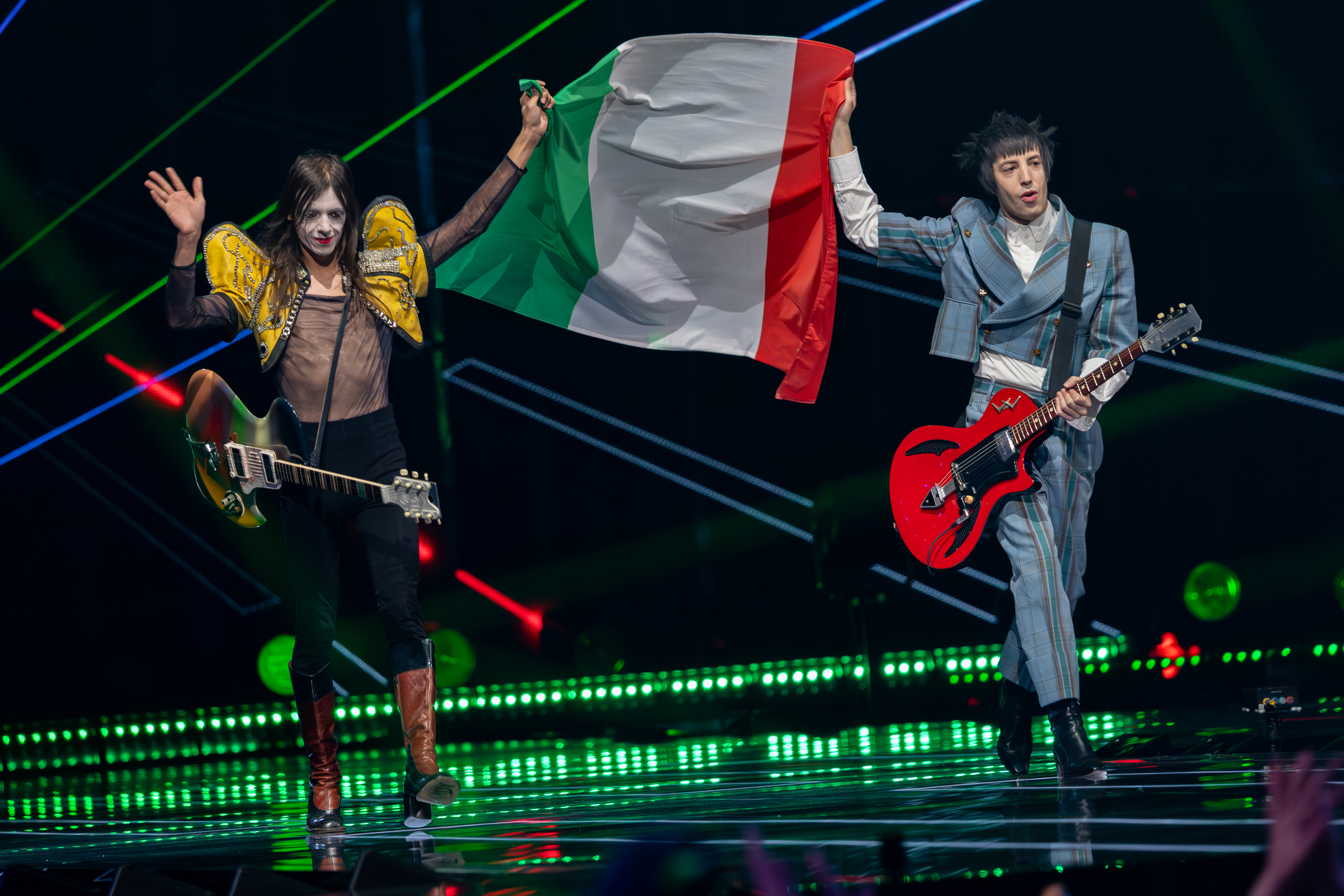
A döntő bevonulásán
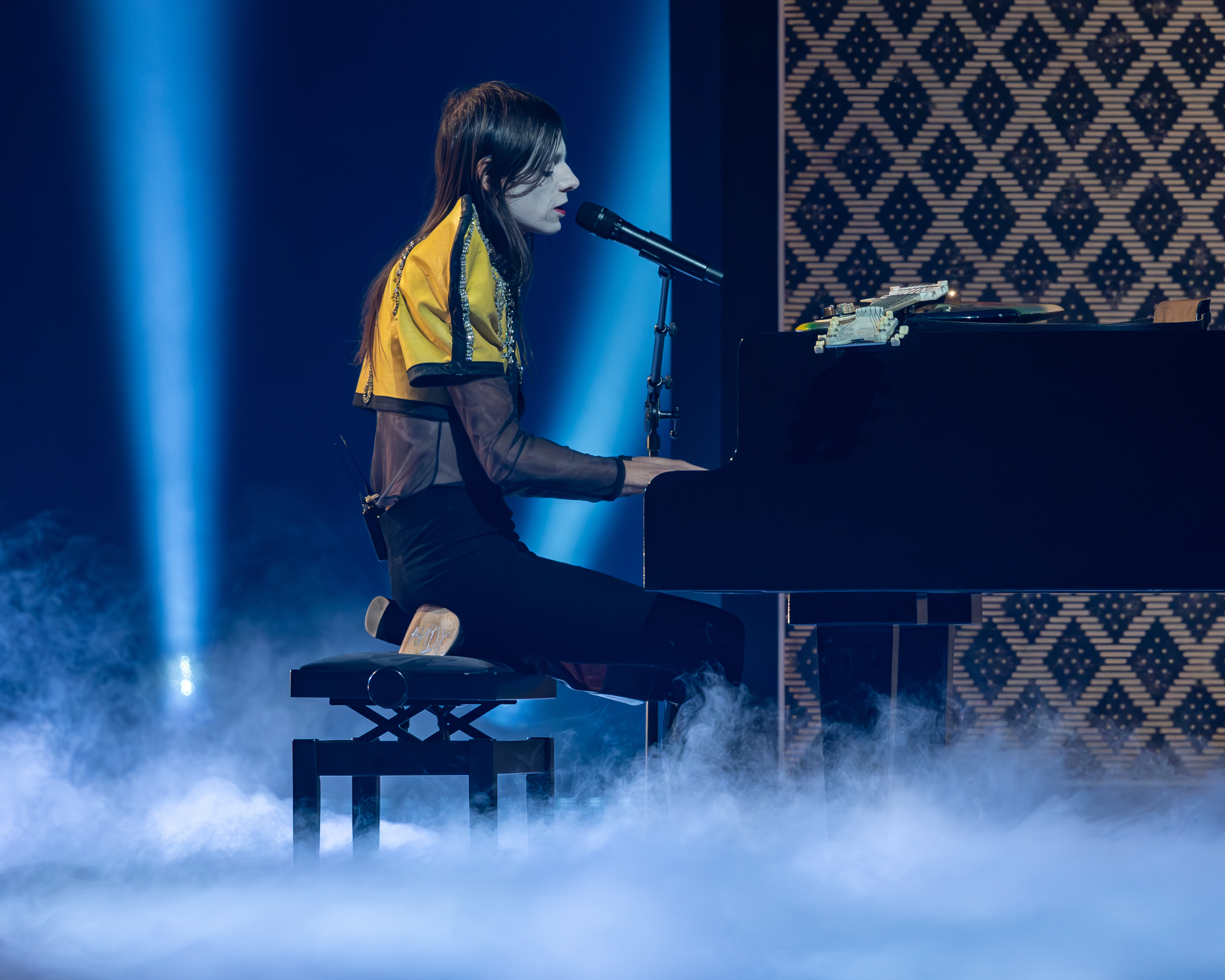
A döntőben

## Dalszöveg
| Vivere la vita È un gioco da ragazzi Me lo diceva mamma ed io Cadevo giù dagli alberi Quanto è duro il mondo Per quelli normali Che hanno poco amore intorno O troppo sole negli occhiali – A dal refrénje | Az életet végigcsinálni Gyerekjáték Anya azt szokta nekem mondani Hogy le fogok zuhanni a fáról. Milyen kemény a világ Azoknak, akik normálisak Akik körül kevés szeretet van Vagy túl sok a nap a szemüvegükben – A dal refrénje magyarul |